# Stazione di Contea-Londa
La stazione di Contea-Londa è una stazione ferroviaria a servizio di Contea, frazione di Rufina e Dicomano, e del vicino comune di Londa.
La gestione degli impianti è affidata a Rete Ferroviaria Italiana (RFI).

## Storia
L'impianto fu aperto al servizio pubblico il 30 giugno 1913, assieme alla linea ferroviaria, con la denominazione di Contea.

## Strutture e impianti

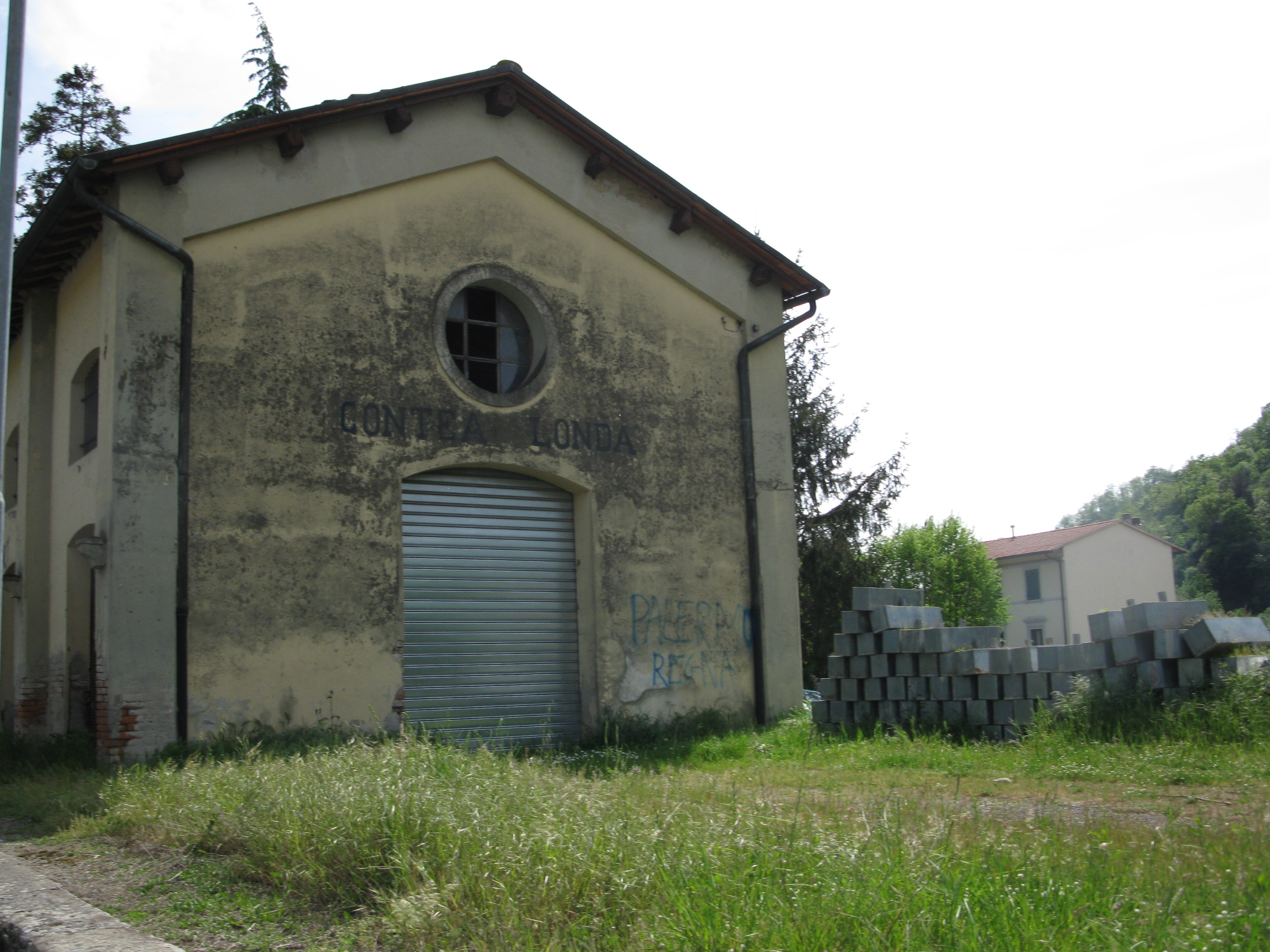
Il Magazzino Merci

Il fabbricato viaggiatori è una costruzione in muratura, a due livelli fuori terra e a pianta rettangolare.
Il piazzale è composto dal binario di corsa della linea ferroviaria e da un altro di raddoppio. Le banchine a servizio di entrambi i binari sono collegate a raso.
Lato Borgo San Lorenzo era presente uno scalo merci con magazzino e piano caricatore. I binari al suo servizio sono stati smantellati, mentre le strutture permangono.

## Movimento
La stazione è servita da treni regionali della relazione Borgo San Lorenzo-Pontassieve-Firenze Santa Maria Novella, espletati da Trenitalia nell'ambito del contratto di servizio stipulato con la Regione Toscana.
Nel 2007, secondo i dati della Direzione Trasporto Regionale di Trenitalia, il volume medio giornaliero dei viaggiatori era di 415 unità.

## Servizi

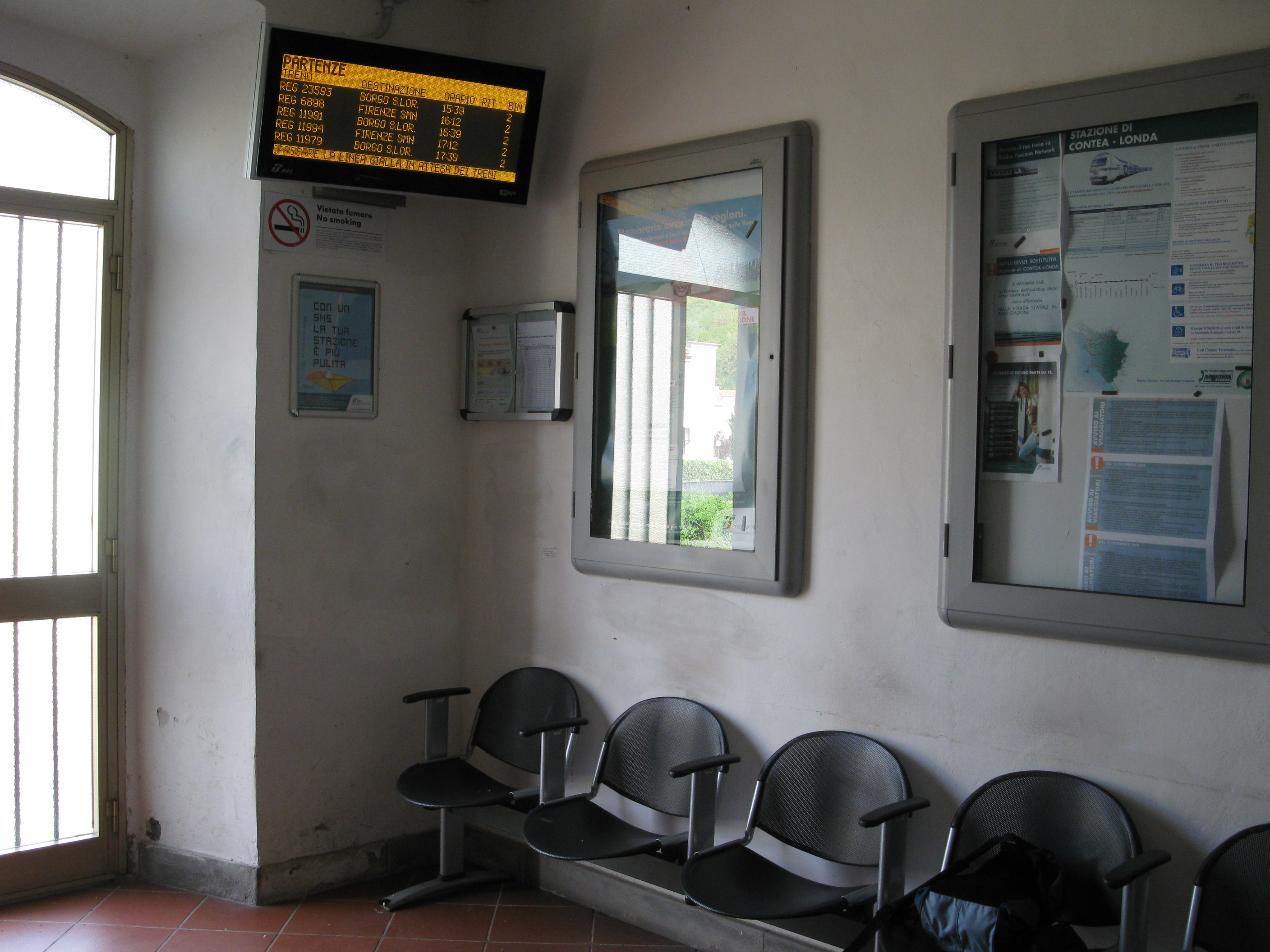
Sala di attesa

- Biglietteria automatica
- Sala d'attesa

## Interscambio
- Fermata autobus